# The Walls of Jericho (1948)
The Walls of Jericho ist ein US-amerikanisches Filmdrama aus dem Jahr 1948, das von 20th Century Fox produziert wurde. Die Hauptrollen spielten Cornel Wilde, Linda Darnell, Anne Baxter und Kirk Douglas. Regie führte John M. Stahl. Der Film basiert auf der gleichnamigen Geschichte von Paul Wellman.

## Handlung
Der in der Ortschaft Jericho lebende Bezirksstaatsanwalt Dave Connors führt eine unzufriedene Ehe mit seiner Frau Belle. Er lädt das befreundete, gerade frisch vermählte Ehepaar Tucker und Algeria Wedge für einen Besuch zu sich nach Hause ein. Algeria hegt heimlich Gefühle für Dave und ist frustriert, als dieser ihre Gefühle und Anspielungen nicht erwidert. Als Dave beschließt, sich für den Posten des Senators aufstellen zu lassen, ermutigt Algeria ihren Mann Tucker, ebenfalls zu kandidieren und somit Dave auszubooten.
Währenddessen begegnet Dave seiner alten Jugendfreundin Julia Norman, die seit ihrer Kindheit in ihn verliebt ist. Nachdem beide einige Zeit miteinander verbracht haben, verliebt auch er sich in seine alte Bekanntschaft. Sie beginnen eine Affäre, beenden diese aber wegen der Schuldgefühle durch Daves Ehe mit Belle. Julia beschließt, Jericho zu verlassen.
Nachdem Julia Jericho verlassen hat, trifft sie auf Marjorie Ransom, eine gemeinsame Freundin von ihr und Dave. Marjorie ist nachts von zu Hause weggelaufen und hat auf ihrer Flucht versehentlich einen Mann getötet, der sie belästigt hat. Julia kehrt nach Jericho zurück und beschließt mit Dave, Marjorie vor Gericht zu verteidigen. Währenddessen hat Algeria von der Affäre zwischen Dave und Julia erfahren und möchte diese Information dazu nutzen, die Gerichtsverhandlung zu stören und Daves Chancen auf die Wahl zum Senator zu ruinieren. Zudem erzählt sie Belle von der Affäre ihres Mannes.
Aus Eifersucht und Wut schießt Belle auf Dave, der nun nicht mehr als Verteidiger am Prozess teilnehmen kann und die Aufgabe daher an Julia übergibt. Julia nutzt die Gelegenheit und verteidigt vor Gericht neben Marjorie auch ihre Affäre mit Dave und stellt Algerias Besessenheit zu ihm infrage. Marjorie wird freigesprochen. Der Film endet mit einem Besuch Julias an Daves Krankenbett.

## Kritiken
In der The New York Times vom 5. August 1948 wird The Walls of Jericho als „langweilig, gemütlich und oftmals nicht sehr gut definiert“ bezeichnet. Die Charaktere seien auf eine „seltsame Weise eindimensional“.
Der Filmhistoriker Leonard Maltin bezeichnete den Film als „die meiste Zeit über ziemlich trostlos“.